# 佩姬·佛萊明
佩姬·蓋爾·佛萊明（1948年7月27日—），美國花式滑冰運動員，曾獲1968年冬季奧運會冠軍，及三屆世界錦標賽冠軍（1966–1968），並長期在美國的電視台擔任花式滑冰賽事轉播講評。

## 生平
佩姬·佛萊明生於加州聖荷西，母親名叫朵莉絲·伊莉莎白（Doris Elizabeth，娘家姓迪爾Deal），父親則是亞伯特·尤金·佛萊明（Albert Eugene Fleming），一位報社記者。九歲那年全家搬到克里夫蘭之後，她在父親建議下開始滑冰。 1961年，佛萊明十二歲時，她的教練威廉·奇普隨同整個1961年世錦賽美國代表團於比利時航空548號班機空難中喪生，後來她跟隨卡洛·法西繼續學習滑冰。
佛萊明從1964年開始衛冕五屆美錦賽冠軍，自1966年起連三年獲得世錦賽冠軍，1968年更在法國格勒諾布爾奪得冬季奧運冠軍。這面奧運金牌對美國花式滑冰界而言相當重要，不僅因為這是美國代表團在該年奧運會唯一的冠軍，還意味著悲劇發生七年後美國終於在女子單人滑項目恢復優勢。
奧運奪金後，佛萊明轉為職業表演者，在電視上演出，並參與冰之惡作劇等花式滑冰巡演。冷戰期間，佛萊明曾到蘇聯拍攝電視節目，還曾於中國隨著梁祝小提琴協奏曲表演。1981年起，她擔任ABC電視台花式滑冰賽事轉播講評長達二十餘年。1993年，美聯社公布了一項調查結果：佛萊明是美國第三受歡迎的運動員，只排在1984年奧運體操冠軍瑪莉·盧·雷頓與1976年奧運女子單人滑冠軍桃樂絲·漢彌爾之後。
1998年，佛萊明被診斷出患有初期乳癌。手術成功後，她成為積極的防癌活動家，鼓吹早期發現與早期治療。
佛萊明與青少年時期的男友葛里格·簡金斯（Greg Jenkins）於1970年6月13日成婚，簡金斯曾是雙人滑運動員，後來成為皮膚科醫師。他們育有二子：安迪（Andy）生於1977年，陶德（Todd）則於1988年出生，並有三名孫兒。兩夫妻在加州經營佛萊明與簡金斯酒莊（Fleming Jenkins Vineyards & Winery），他們的酒廠每年生產近兩千箱酒，以「編舞赤霞珠（Choreography Cabernet）」與「舊金山海岸席拉桃紅（San Francisco Bay Syrah Rosé）」等品牌出售。其中「勝利桃紅（Victories Rosé）」的利潤，被用於支持乳癌研究。該酒廠於2011年關閉。
2007年，她在以花式滑冰為主題的喜劇電影《冰刀雙人組》中，飾演裁判。
2010年2月，溫哥華冬季奧運期間，佛萊明與雪車奧運冠軍沃内塔·弗劳尔斯搭乘美國副總統喬·拜登車隊車輛發生車禍，因此受傷，短暫住院。
2011年，佛萊明成為諾比舒冒「姓氏贈品」活動的代言人，因為她的姓聽起來像是一種感冒與流感症狀，符合這個活動的規則。

## 賽事成績
| 賽事                           | 1962   | 1963   | 1964 | 1965 | 1966 | 1967 | 1968 |
| ------------------------------ | ------ | ------ | ---- | ---- | ---- | ---- | ---- |
| 冬奧                           |        |        | 6th  |      |      |      | 1st  |
| 世錦賽                         |        |        | 7th  | 3rd  | 1st  | 1st  | 1st  |
| 北美錦標賽                     |        |        |      | 2nd  |      | 1st  |      |
| 美錦賽                         | 2nd N. | 3rd J. | 1st  | 1st  | 1st  | 1st  | 1st  |
| 組別： N. = 新人； J. = 青少年 |        |        |      |      |      |      |      |

## 獎項
- 1967年被ABC電視台《世界運動（英语：Wide World of Sports (U.S. TV series)）》節目選為年度運動員。

## 致敬作品
- 1960年代末至1970年代初，史奴比漫畫連載中常提到佛萊明的名字，史奴比被設定為暗戀她。
- 2011年2月22日，崔·艾納斯塔西歐（英语：Trey Anastasio）樂團表演了名為「佩姬」的歌曲獻給她[16]。
- 在電視劇廢柴聯盟的某一集，本·陳裝扮成佛萊明參加學校的萬聖節舞會，並被誤認是裝成亞洲花式滑冰運動員的種族主義者，只有雪莉正確辨認出他扮裝的原型，並表示自己一直很喜歡佛萊明。

## 資料來源
1. ↑  .   [2014-03-25]. （原始内容存档于2014-06-25）.
2. 1 2  . Filmreference.com.   [2014-03-25]. （原始内容存档于2017-11-17）.
3. ↑  Woolum, Janet; 'Outstanding Women Athletes: Who They Are and How They Influenced Sports in America'; p. 124. ISBN 1-57356-120-7
4. 1 2 3  Hilton, Lisette. . ESPN Classics. 2005  [2014-03-28]. （原始内容存档于2016-03-02）.
5. ↑  . Peggy Fleming's Official Site. 2014  [2014-03-28]. （原始内容存档于2020-09-24）.
6. ↑  Wilstein, Steve. . Associated Press. May 17, 1993.
7. ↑  .   [2020-12-17]. （原始内容存档于2010-03-27）.
8. ↑  .   [2006-04-27]. （原始内容存档于2006-04-27）.
9. ↑  Borden, Timothy. . Notable Sports Figures. 2004  [2014-03-28]. （原始内容存档于2016-08-11）.
10. ↑  Kaminsky, Peter. . People Magazine. November 1, 1999  [2014年3月28日]. （原始内容存档于2014年3月28日）.
11. ↑  . biography.com. 2014  [2014-03-28]. （原始内容存档于2019-03-24）.
12. 1 2  Sports Illustrated, July 2, 2007, p.87
13. ↑  .   [2014-03-27]. （原始内容存档于2016-08-20）.
14. ↑  Associated Press. . Team USA. February 14, 2010  [2014年3月27日]. （原始内容存档于2011年10月5日）.
15. ↑  .   [2020-12-17]. （原始内容存档于2012-01-18）.
16. ↑  livephish. . February 25, 2011  [2014年3月28日]. （原始内容存档于2011年2月27日）.

## 外部連結
- PeggyFleming.net – 官方網站
- Peggy Fleming's U.S. Olympic Team bio
- Fleming Jenkins Vineyards & Winery